# Jamaikanische Badmintonmeisterschaft 1963
Die Jamaikanische Badmintonmeisterschaft 1963 fand in Kingston statt. Es war die 16. Austragung der nationalen Titelkämpfe im Badminton von Jamaika.

## Titelträger
| Disziplin    | Sieger                             |
| ------------ | ---------------------------------- |
| Herreneinzel | Keith Palmer                       |
| Dameneinzel  | Barbara Tai Tenn Quee              |
| Herrendoppel | Brendan Clear Ernest Hew           |
| Damendoppel  | Barbara Tai Tenn Quee Anna Bradley |
| Mixed        | Richard Roberts Anna Bradley       |